# アントン・ハイダ
アントン・ハイダ（Anton Heida、1878年10月 - 没年不明）は、アメリカ合衆国の元体操選手である。 彼は1904年セントルイスオリンピックの体操競技で、金メダル5個、銀メダル1個を獲得した。

## 経歴
自国で開催されたセントルイスオリンピックに、所属クラブPhiladelphia Turngemeindeの一員として出場した。全部で9種目に出場したうち、団体競技で金メダルを獲得したのを始め、個人種目も含めて合計で6個のメダルを獲得した。
オリンピック以外の大会では、1902年にアメリカ国内競技会での跳馬種目で優勝した経験がある。
ハイダのオリンピック出場は、セントルイスオリンピック1回のみで終わった。後には、「オリンピック・トリオ」（Olympic Trio）というアクロバット一座を結成してヴォードヴィルの世界に進出している。

## オリンピックでの成績
| 年   | 大会                           | 場所                     | 種目      | 結果            |
| ---- | ------------------------------ | ------------------------ | --------- | --------------- |
| 1904 | 1904年セントルイスオリンピック | セントルイス（アメリカ） | 個人総合  | 18位（62.72点） |
| 1904 | 1904年セントルイスオリンピック | セントルイス（アメリカ） | 三種競技  | 59位（25点）    |
| 1904 | 1904年セントルイスオリンピック | セントルイス（アメリカ） | 4種目総合 | 1位（161点）    |
| 1904 | 1904年セントルイスオリンピック | セントルイス（アメリカ） | 3種目総合 | 12位（37.72点） |
| 1904 | 1904年セントルイスオリンピック | セントルイス（アメリカ） | 団体      | 1位（370.13点） |
| 1904 | 1904年セントルイスオリンピック | セントルイス（アメリカ） | 跳馬      | 1位タイ(36点）  |
| 1904 | 1904年セントルイスオリンピック | セントルイス（アメリカ） | 平行棒    | 2位（43点）     |
| 1904 | 1904年セントルイスオリンピック | セントルイス（アメリカ） | 鉄棒      | 1位タイ(40点）  |
| 1904 | 1904年セントルイスオリンピック | セントルイス（アメリカ） | あん馬    | 1位(42点）      |